# Luigi Sartor
Luigi Sartor (Treviso, 30 januari 1975) is een voormalig Italiaans voetballer. Hij speelde meestal als verdediger en beëindigde zijn profloopbaan in 2009 bij Ternana Calcio.
Sartor speelde stond onder contract bij de Italiaanse topclubs Juventus en Internazionale. Hij wist daar echter niet definitief door te breken. Bij Parma had hij een redelijk succesvolle periode.

## Interlandcarrière
Sartor kwam in totaal twee keer uit voor de nationale ploeg van Italië in de periode 1998–2002. Onder leiding van bondscoach Cesare Maldini maakte hij zijn debuut op 22 april 1998 in de vriendschappelijke thuiswedstrijd tegen Paraguay (3-1). Hij viel in dat duel na 55 minuten in voor Alessandro Nesta.

## Erelijst
Vicenza
- Coppa Italia

1997
 Parma FC
- Coppa Italia

1999, 2002